# Região Geográfica Imediata de Belém
A Região Geográfica Imediata de Belém é uma das 21 regiões imediatas do estado brasileiro do Pará, uma das 3 regiões imediatas que compõem a Região Geográfica Intermediária de Belém e uma das 509 regiões imediatas no Brasil, criadas pelo IBGE em 2017. Esta é composta de 15 municípios.

## Municípios
A Região Geográfica de Belém é composta por 15 municípios:
| Região geográfica imediata | Municípios              | Fundação | Área (km²) | População estimada |
| -------------------------- | ----------------------- | -------- | ---------- | ------------------ |
| Região geográfica de Belém | Acará                   |          | 17 462,730 | 2 709 337          |
| Região geográfica de Belém | Ananindeua              |          | 17 462,730 | 2 709 337          |
| Região geográfica de Belém | Barcarena               |          | 17 462,730 | 2 709 337          |
| Região geográfica de Belém | Belém (sede)            |          | 17 462,730 | 2 709 337          |
| Região geográfica de Belém | Benevides               |          | 17 462,730 | 2 709 337          |
| Região geográfica de Belém | Bujaru                  |          | 17 462,730 | 2 709 337          |
| Região geográfica de Belém | Colares                 |          | 17 462,730 | 2 709 337          |
| Região geográfica de Belém | Concórdia do Pará       |          | 17 462,730 | 2 709 337          |
| Região geográfica de Belém | Marituba                |          | 17 462,730 | 2 709 337          |
| Região geográfica de Belém | Santa Bárbara do Pará   |          | 17 462,730 | 2 709 337          |
| Região geográfica de Belém | Santa Izabel do Pará    |          | 17 462,730 | 2 709 337          |
| Região geográfica de Belém | Santo Antônio do Tauá   |          | 17 462,730 | 2 709 337          |
| Região geográfica de Belém | São Caetano de Odivelas |          | 17 462,730 | 2 709 337          |
| Região geográfica de Belém | Tomé-Açu                |          | 17 462,730 | 2 709 337          |
| Região geográfica de Belém | Vigia                   |          | 17 462,730 | 2 709 337          |